# Hypancistrus
Hypancistrus (griechisch: hypo = unter und agkistron = Biss) ist eine Gattung der Harnischwelse aus der Ordnung der Welsartigen. Sie ist im Amazonasbecken Südamerikas beheimatet. Im Gegensatz zu vielen anderen Harnischwelsen sind die Arten der Gattung Hypancistrus Allesfresser. Es sind beliebte Aquarienfische, besonders der Zebrawels.

## Taxonomie
Diese Gattung ist noch relativ neu und wurde erst 1991 mit der Typus-Art H.zebra beschrieben. H. inspector wurde 2002 von Armbruster beschrieben.
Im Jahr 2007 wurden vier neue Hypancistrus-Arten beschrieben. Unbeschriebene Arten werden oft mit L-Nummern gekennzeichnet.

### Vorkommen
Der H. zebra wurde erstmals Ende der 1980er Jahre im Río Xingú in Brasilien entdeckt. Die Gattung Hypancistrus ist auch aus dem Orinoco und dem Rio Negro bekannt. Der Rest der beschriebenen Spezies stammt aus Venezuela, genauer aus dem oberen Orinoco-Einzug im Grenzbereich zwischen Venezuela und Kolumbien. Somit besteht die Gattung Hypancistrus nunmehr aus sechs beschriebenen Arten, die Typus-Art H.zebra noch hinzu gerechnet.
Diese Fische leben in langsam bis mäßig schnell fließendem Wasser bei einer Wassertemperatur von durchschnittlich 27 bis 30 °C. Dort besiedeln sie Felsspalten und den felsigen Untergrund.

## Anatomie und Aussehen
Allgemein besitzen sie einen abgeflachten, langgestreckten Körper und sind an den Körperseiten und bei einigen Arten auch auf der Bauchseite durch Knochenschilde gepanzert. Das Maul besitzt kräftige Lippen und ist zu einer Saugscheibe umgebildet. Dadurch ist es hervorragend daran angepasst, Aufwuchsnahrung von Steinen und Wurzeln abzuraspeln sowie sich in schnell fließenden Gebirgsbächen durch Ansaugen an passenden Unterlagen festzuhalten. Es gibt auch Gattungen der Harnischwelse, die sich vorwiegend von Holz ernähren, etwa die Gattung Panaque und Panoquolus.
Die Größe der Harnischwelse variiert sehr stark. Von nur 3 bis 4 cm kleinen Zwergformen über mittelgroße Arten von etwa 12 bis 15 cm bis hin zu regelrechten Riesen, die auch schon einmal über 1 m Länge erreichen können.
Die unterschiedlichen Arten des Hypancistrus können durch Variationen ihrer Streifen, Bänder oder Tüpfeln unterschieden werden. H.zebra kann als weißer Fisch mit schwarzen Streifen, die hinter dem Kopf beginnen und sich bis zum Schwanz fortsetzen, beschrieben werden. H. furunculus erscheint ähnlich wie H.zebra, jedoch ist er in der Farbgebung etwas cremiger. Darüber hinaus hat er lediglich einen Streifen und nicht unbedingt mehrere, wie H.zebra. H. furunculus und H. debilittera haben vertikale Streifen auf der Schwanzflosse. H. debilittera hat eine dunkle Grundfarbe und weiße Punkte und Bänder und Linien, die ein E auf der Nase formen können. H. inspector hat kleinere Punkte auf dem Kopf und größere auf dem Körper. Einige Punkte der oberen Schwanzflosse können sich verbinden und Linien bilden. Wenn die Rückenflosse angelegt ist, erreicht diese nicht die Fettflosse. Im Gegensatz zu beiden stehen H. contradens and H. lunaorum. H. lunaorum hat sehr kleine, den Körper bedeckende Goldtüpfel, die auch auf dem Kopf vorkommen können. H. contradens hat weiße oder rosa gleich große Punkte, die sich nicht verbinden.

## Ernährung
Hypancistrus sind in der Frage ihrer Ernährung eher uneinheitlich, er gilt als Allesfresser. H.zebra gilt als Fisch, der gerne Fleisch in Form von Zooplankton, Garnelen, Muschelfleisch, jedoch auch Pflanzen und weiches, junges Holz frisst. Andere Arten scheinen Pflanzen zu bevorzugen, so wurde beim H. inspector beobachtet, dass er Algen, Detritus, aber auch Samen frisst. H.contradens frisst, wie Magenproben ergeben haben, sehr gerne Aufwuchs.

## Arten
- H. contradens Armbruster, Lujan, & Taphorn 2007[3]
- H. debilittera Armbruster, Lujan, & Taphorn 2007[3]
- H. furunculus Armbruster, Lujan, & Taphorn 2007[3]
- H. inspector Armbruster 2002[2]
- H. lunaorum Armbruster, Lujan, & Taphorn 2007[3]
- H. margaritatus Tan & Armbruster, 2016[6]
- H. phantasma Tan & Armbruster, 2016[6]
- Zebra-Harnischwels (Hypancistrus zebra Isbrücker & Nijssen, 1991)[4]